# Frozen Strait
De Frozen Strait is een Arctische zeestraat in Nunavut in Canada. Het ligt even ten noorden van de Hudsonbaai tussen Nagjuttuuq voor de kust van het Melville-schiereiland in het noorden en het eiland Qikiqtaaluk voor de kust van Southamptoneiland in het zuiden. Het verbindt Repulse Bay in het westen met Foxebekken in het oosten.
De zeestraat is 80 kilometer lang en 19 tot 32 kilometer breed.
Via de Frozen Strait stroomt een deel van de uitstroom van de Noordelijke IJszee naar de Hudsonbaai.

## Geschiedenis
In 1615 werd Robert Bylot aan de oostkant geblokkeerd door ijs. In 1742 bereikte Christopher Middleton het westelijke uiteinde. Hij zeilde noordwaarts via Roes Welcome Sound naar Repulse Bay. Toen hij in augustus zag dat de zeestraat met ijs gevuld was, leek het duidelijk dat er geen doorgang was, dus gaf hij het de namen Frozen Strait en Repulse Bay. In 1821 passeerde William Edward Parry zonder problemen de zeestraat.

## Flora en fauna
Sommigen hebben gesuggereerd dat Groenlandse walvissen in de lente en de herfst lijken te migreren via Roes Welcome Sound, maar de mogelijkheid van migratie door Frozen Strait kan niet worden uitgesloten.
De zeestraat ligt in de mariene ecoregio Hudson Complex.